# Joaquín Argamasilla de la Cerda

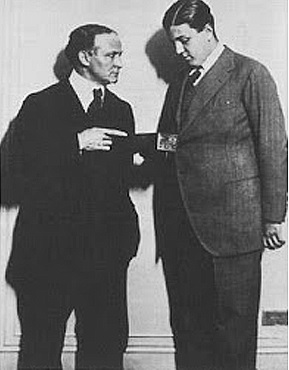
Joaquín Argamasilla se «enfrenta» a Houdini.

Joaquín María Argamasilla de la Cerda y Elío (Madrid, 4 de abril de 1905-Bilbao, 20 de mayo de 1987) fue el XI marqués de Santacara, pero es más conocido por alegar en la década de los 1920 una supuesta capacidad para ver a través de objetos opacos, para lo cual hizo una serie de demostraciones que convencieron a personajes ilustres de la época como Ramón María del Valle-Inclán o el médico Charles Robert Richet. No convenció, sin embargo, a Harry Houdini, quien lo desenmascaró como un farsante en 1924.

## Vida
Nació en Madrid el 4 de abril de 1905, hijo de Joaquín José Javier Argamasilla de la Cerda y Bayona, X marqués de Santacara, y María Josefa de los Dolores Lucía Elío y Coig, marquesa consorte.
Joaquín Argamasilla fue alentado en su carrera parapsicológica por su padre, quien estaba convencido de que su hijo poseía una habilidad llamada metasomoscopia, esto es, la capacidad de ver a través de los cuerpos opacos. Pronto empieza a hacer demostraciones de su poder leyendo hojas de papel metidas dentro de cajas herméticas o adivinando la hora de relojes (previamente manipulados) también colocados en lugares cerrados. Entre el público de estos espectáculos se encuentra Valle-Inclán, quien era amigo del padre del psíquico y llegó a convencerse de los poderes del joven.
Su fama le llevó en 1924 al Hotel Pennsylvania de Nueva York, donde se dispuso a hacer una demostración de sus poderes ante el público norteamericano. Uno de los asistentes que no quedó en absoluto impresionado por Argamasilla fue el mago Houdini, quien se percató de algunos detalles que hacían pensar que se trataba de un truco de prestidigitación como por ejemplo que se ubicara siempre cerca de una ventana para tener buena iluminación, el uso de técnicas para ver a través del vendaje o pequeñas aberturas en las cajas (Argamasilla fue incapaz de replicar el truco cuando se le pidió hacerlo con cajas que no fueran de su propiedad)
Argamasilla se convertiría más tarde en director general de Cinematografía y Teatro (1952-1955), ya con sus poderes desaparecidos.
Aunque su padre falleció en 1940, no fue hasta 1959 cuando tomó posesión como XI marqués de Santacara, título nobiliario que ocupó hasta su fallecimiento, ocurrido en Bilbao el 20 de mayo de 1987. Tenía 82 años.
Estuvo casado con Josefina González de Careaga y Urigüen. De este matrimonio nació su hija, María Antonia Argamasilla de la Cerda y González de Careaga, que le sucedió como XII marquesa de Santacana desde 1988 hasta su propia defunción en 2011. Su hija se casó con Luis de Antonio y Baztán, y tuvieron un hijo, Íñigo Argamasilla de la Cerda y de Antonio —por tanto, nieto de Joaquín María—, XIII marqués de Santacara desde 2012.

## En la ficción
Una versión ficticia del encuentro de Argamasilla y Houdini —en la que los poderes de Argamasilla resultan ser auténticos— aparece en el episodio 14  de la serie española El Ministerio del Tiempo, titulado Tiempo de magia y que fue emitido el 21 de marzo de 2016.
Joaquín Argamasilla fue interpretado por Miki Esparbé.